# Christian Høyer Bille

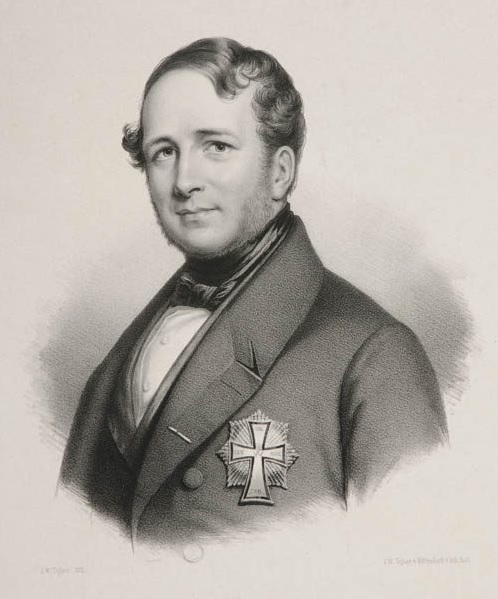
C. H. Bille (um 1854)
Lithographie I. W. Tegner

Christian Høyer von Bille (* 19. August 1799 in Kopenhagen; † 19. Juni 1853 in London) war ein dänischer Diplomat.

## Leben
Christian Høyer Bille gehörte dem dänischen Adelsgeschlecht von Bille an. Sein Vater war der Marineoffizier Michael John Petronius Bille (1769–1845); seine Mutter dessen Frau Maria Magdalena geb. Friedlieb (1780–1829). Am 8. März 1844 heiratete er auf Schloss Hvedholm Ida Marie geb. Brahe (1822–1902).
Nach einem rechtswissenschaftlichen Abschluss trat Bille 1823 in den auswärtigen Dienst und übernahm bis 1825 verschiedene Positionen beim Außenministerium und dann an den dänischen Gesandtschaften: bis 1827 als Gesandtschaftsattaché beim Deutschen Bundestag in Frankfurt am Main, bis 1833 als Gesandtschaftssekretär am schwedischen Hof in Stockholm und bis 1836 am britischen Hof von St. James in London. Im April 1836 wurde er zum Geschäftsträger befördert, von November 1836 bis Dezember 1846 war er als dänischer Ministerresident bei den Hansestädten mit Sitz in Hamburg im Amt; in den Jahren von 1847 bis 1850 diente er als dänischer Gesandter am schwedischen Hof zu Stockholm.
Die an und für sich erfolgreiche Mission in Stockholm wurde durch die sich im Verlauf des Jahres 1848 zum Krieg entwickelnde Schleswig-Holsteinische Erhebung vorzeitig beendet und Bille auf Sondermissionen nach Wien und London entsandt. Sein Verdienst am Zustandekommen des Londoner Protokolls am 8. Mai 1852 brachte ihm das Großkreuz des Dannebrogordens ein. Er verstarb ein Jahr später in London.